# Ohbach
Der Ohbach ist ein grobmaterialreicher, silikatischer Mittelgebirgsbach im Stadtgebiet von Bad Honnef und ein rechter Nebenfluss des Mittelrheins. Er weist bei einer Länge von je nach Definition gut fünf bis acht Kilometern unter den Gewässern des Stadtgebiets die höchste Abflussmenge auf. Das Einzugsgebiet des Baches ist mit 12,858 km² angegeben.

## Namensgebung
In der Nähe eines Brunnens („Fuck“) am Annapfad wurde der Bach früher Fuckenbach genannt, die Brücke darüber Fuckenbrücke und der Höhenrücken vom damaligen Antoniusstift bis zur Linzer Straße Fuckenberg.:38

„Der Name Ohbach scheint in neuerer Zeit von irgend einem Landmesser erfunden zu sein. Den Eingesessenen war und ist er ganz unbekannt.“

## Geographie

### Verlauf
Der Bach entsteht durch Zusammenfluss des das Einsiedlertal begleitenden Einsiedlerbachs (rechter Quellbach aus dem Siebengebirge) und des Stensbachs (linker Quellbach aus dem Rheinwesterwälder Vulkanrücken) auf einer Höhe von etwa 173 m ü. NHN südlich des Schellkopfs. Gemäß der Gewässerstationierungskarte wird der an der Nordseite des Broderkonsbergs auf knapp über 320 m ü. NHN entspringende Stensbach als Oberlauf des Ohbachs betrachtet. Der Bach verläuft nach dem Zusammenfluss im Schmelztal weitgehend parallel zur Landesstraße 144 und nimmt nördlich der Kitzenhardt von rechts den Poßbach auf. Nach weiteren 500 m weitet sich das Schmelztal auf, sodass der Ohbach das Siebengebirge verlässt und in den Bad Honnefer Ortsbereich eintritt. Nachdem er kurz darauf von links den das Mucher Wiesental durchfließenden Weidenbach aufgenommen hat, unterquert er die Landesstraße 144 und passiert die Ortsteile Selhof und Beuel, wo er stellenweise in einen Park eingebettet ist. Südlich der Fachhochschule taucht er in den Kanal ab, wo er mit Ausnahme einer Strecke von rund 200 m verbleibt und erst westlich von Bundesstraße 42 und Eisenbahnstrecke wieder an die Oberfläche tritt. Dort wird er vom Brückenbauwerk Honnefer Kreuz überquert und mündet nach wenigen Metern auf Höhe der Insel Grafenwerth in den Altarm des Rheins.

### Einzugsgebiet
Das 12,849 km² große Einzugsgebiet des Ohbachs erstreckt sich vom Rheinwesterwälder Vulkanrücken und dem Siebengebirge bis zur Honnefer Talweitung und wird durch ihn über den Rhein zur Nordsee entwässert.
Es grenzt
- im Nordosten und Osten an das Einzugsgebiet des Pleisbach, der über die Sieg in den Rhein entwässert;
- im Südosten an das des Hallerbachs, der über den Pfaffenbach und die Wied ebenfalls in den Rhein entwässert;
- im Süden an die Einzugsgebiete der beiden Rheinzuflüsse Kasbach und Honnefer Graben und
- im Nordwesten an das des Möschbachs, der in den Rhein mündet.

Sein Einzugsgebiet ist im östliche Teil zum größten Teil bewaldet und im Westen im Bereich der Mündung besiedelt. Die höchste Erhebung ist der 455 m hohe Berg mit der Ruine der Löwenburg im Norden des Einzugsgebiets.

### Zuflüsse
- Stensbach (linker Quellbach, Hauptstrang), 3,2 km, 1,70 km², 14,10 l/s
- Einsiedlerbach (rechter Quellbach, Nebenstrang), 2,2 km, 1,18 km², 9,59 l/s
- Bach mit der GKZ 2719232 (links), 1,3 km, 0,54 km², 4,23 l/s
- Poßbach (rechts), 1,4 km,  0,67 km², 5,07 l/s
- Weidenbach (links), 4,6 km, 5,17 km², 41,09 l/s

## Natur und Umwelt
Der Ohbach ist auf dem deutlichen Großteil seiner Fließstrecke als gering belastet eingestuft und trägt dort die Güteklasse I–II. Lediglich bei der Belastung des Gewässers durch Metalle wird er als nicht gut eingestuft.

## Regulierungen
1928 wurde der Ohbach längs der Steinstraße auf einer Länge von 36 m in Beton gefasst und überdeckt. 1933 wurde er von dort bis kurz vor seiner Mündung in den Rhein an der Schiffersiedlung Mülheim und von der Linzer Straße bis unterhalb der Kirchstraße mit einer in Beton gefassten Rinne reguliert. 1950 erfolgte eine Regulierung unmittelbar an der Mündung durch Abtreppungen. Von 1972 bis 1974 wurde im Schmelztal ein Rückhaltebecken mit einem Fassungsvermögen von 19.000 m³ errichtet.
Zwischen den Ortsteilen Beuel und Selhof wurde der ursprüngliche Verlauf des Bachs durch eine Verlegung nach Norden geändert.

## Mühlen
Ab dem Mittelalter ist der Betrieb einer Mühle am Ohbach („untere Mühle“) nachweisbar, die ihm den seinerzeitigen Namen „Milenbach“ verlieh. Eine zweite Mühle („Olligsmühle“), an dem nach ihr sogenannten „Olligsberg“ bei Selhof gelegen, kam 1716 hinzu und wurde zunächst 1719 in eine Ölmühle und nach 1764 in eine Mahlmühle umgewandelt; 1934 wurde sie abgebrochen. Weiter oberhalb in der damaligen Honschaft Beuel kam es 1782 zum Bau einer weiteren Ölmühle, die den Namen Grendelsmühle trug, ab 1851 als Gesteinsmühle und später als Sägemühle diente. Eine vierte vom Ohbach betriebene Mühle wurde 1849 vollendet, ist aber wie die ersten drei spätestens Anfang des 20. Jahrhunderts außer Betrieb gegangen. Im Ersten Weltkrieg wurde das Wohnhaus der unteren Mühle am Ohbach zur Verbreiterung der Bahnhofstraße an der Einmündung Steinstraße abgebrochen, erhalten blieben die Mühlengebäude am heutigen Mühlenpfad.:154